# 陸川郡
陸川郡，中国南北朝时设置的郡。又称隆川郡。
南朝齐置陸川郡，治良国县（今广西北流市东南陆靖）。属越州。辖境相当今广西壮族自治区北流市一带，南梁沿置，南陈废为陸川县，属合浦郡。隋炀帝时，废入北流县。唐高祖武德四年（621年）复置陸川县。